# 日田信用金庫
日田信用金庫（ひたしんようきんこ）は、大分県日田市に本店を置く信用金庫。県内はもとより、日本で一番規模の小さい信金である。

## 店舗
日田市内6カ所のほか、玖珠郡玖珠町にも1店舗が置かれている。

## 沿革
- 1954年10月 - 日田信用組合として設立
- 1957年12月 - 信用金庫法に基づき、日田信用金庫となる